# 애프니어
애프니어(APNEA)는 2011년에 데뷔한 혼성 밴드다.

## 방송
- TOP밴드 3 - Top8(8위)